# Лопас, Лаврентий Иосифович
Лаврентий Иосифович Лопас (лит. Laurynas Lopas, 20 ноября 1878 — 16 октября 1953) — ветеринарный врач, литовский общественный деятель, депутат Государственной думы I созыва от Ковенской губернии.

## Биография
Литовец, римско-католического вероисповедания. Из крестьян деревни Дварелишки (Стобовщизна) Круковской волости Шавельского уезда Ковенской губернии. Окончил Александровскую гимназию в Риге. Учился в Римско-католической семинарии в Ковно, но покинул её, отказавшись принять сан. Поступил в Юрьевский ветеринарный институт. К моменту выборов в Государственную думу I созыва был студентом 2-го курса. Член Литовской национально-демократической партии.
26 марта 1906 года избран в Государственную думу I созыва от съезда уполномоченных от волостей Ковенской губернии. Вошёл в Трудовую группу и Литовскую группу. Член аграрной комиссии и комиссии по составлению адреса. Подписал законопроект «О гражданском равенстве», заявление об образовании Комиссии по расследованию преступлений должностных лиц и заявление об образовании местных аграрных комитетов. Выступал в Думе по аграрному вопросу.
10 июля 1906 года в городе Выборге подписал «Выборгское воззвание» и осуждён по ст. 129, ч. 1, п. п. 51 и 3 Уголовного уложения, приговорен к 3 месяцам тюрьмы и лишен права баллотироваться на любые выборные должности.
С 1909 года продолжил образование в Юрьевском ветеринарном институте и в 1911 году окончил его с отличием. В 1912 году поселился в Ионишкисе, где начал заниматься частной практикой ветеринара. Во время Первой мировой войны в 1914 году призван в Русскую императорскую армию, получил звание майора. В 1917 году принял участие в организации помощи литовским военным беженцам, организовал первый совет по делам беженцев, был его председателем. Вернулся в Литву после обретения ей независимости в 1918 году, принял участие в работе местных комитетов правительства в Ионишкисе. В 1919 году был одним из основателей Ионишкисской прогимназии и дома престарелых. Благодаря его заботам в была построена современная бойня в соответствии с требованиями действующих санитарных норм. Активно участвовал в создании различных кооперативов. Был основателем и членом комитета, обеспокоенного тем, чтобы бедные студенты освобождались от платы за обучение. В 1940 году вышел на пенсию. В 1941 году избежал первой волны депортации, был переведён на работу в Лаздияйский район. После восстановления советской власти в Литве был вновь назначен главным ветеринарным врачом в Ионишкисе.
21 октября 1946 года арестован, приговорён к десяти годам лишения свободы исправительных лагерей с конфискацией имущества. Находился в Мацикайской тюрьме в двух километрах к востоку от Шилуте, которая была концентрационным лагерем у немцев, а с приходом Красной армии стала подразделением ГУЛАГа. По воспоминаниям соузников Лопас был благороднейшей личностью и широко образованным человеком, он знал латинский, древнегреческий и древнееврейский языки, был изобретателем и владел многими ремеслами (ювелирным делом, ремонтом часов и обуви, кузнечным делом и садоводством). В лагере работал санитаром в мужском туберкулёзном отделении. В его обязанности также входило вскрытие умерших заключённых, в гробу у ног покойников он тайно прятал бутылки с записками о покойном и причинах его смерти.
Лопас скончался 16 октября 1953 году Шилутском лагере. В 1955 году его останки были перезахоронены на кладбище в Ионишкисе.

## Семья
- Первая жена — Михалина Мишейкайте (Michalina Mišeikaitė, ?—1919)[8]
  - Сын — Лауринас, род. 1919, прожил 1 день[8].
- Вторая жена — Валерия Лопене (Valerija Lopienė) в девичестве Катилюте (Katiliūtė) (1898—1984)
  - сын — Альгимантас (1927—2010)[9]
  - Дочь — Дануте (1928—1931)
  - Дочь — Альдона
  - Сын — Кестутис (Kęstutis, 1932—2003)